# Pogorzelec (Pułtusk)
Pour les articles homonymes, voir Pogorzelec.
Pogorzelec (prononciation : [pɔɡɔˈʐɛlɛt͡s]) est un village polonais de la gmina de Pokrzywnica dans le powiat de Pułtusk de la voïvodie de Mazovie dans le centre-est de la Pologne.
Il se situe à environ 8 kilomètres au sud-est de Pokrzywnica (siège de la gmina), 13 kilomètres au sud de Pułtusk (siège de le powiat) et à 42 kilomètres au nord de Varsovie (capitale de la Pologne).
Le village compte approximativement une population de 200 habitants en 2009.

## Histoire
De 1975 à 1998, le village appartenait administrativement à la voïvodie de Ciechanów.